# Tifón Tip
El tifón Tip (denominación internacional: 7920; denominación del JTWC: 23W, designación PAGASA: Warling) fue el ciclón más grande y el más intenso en los registros meteorológicos. Tip, decimonovena tormenta tropical y duodécimo tifón de la temporada del Océano Pacífico de 1979, se desarrolló a partir de una perturbación en una vaguada el día 4 de octubre cerca de Pohnpei, Micronesia. Al comienzo, la presencia de una tormenta tropical ubicada al noreste de la perturbación impidió el desarrollo y movimiento de Tip. Luego de desplazarse hacia el norte, sin embargo, el ciclón empezó a intensificarse. Comenzó a fortalecerse después de pasar en dirección oeste-noroeste sobre Guam y el día 12 alcanzó una velocidad del viento máximo de 305 km/h y una presión mínima de 870 hPa, marca récord de presión atmosférica mínima registrada a nivel del mar. Además, en su pico de máxima intensidad, Tip tenía un diámetro récord de 2.200 km. 
Antes de virar hacia el noreste, el ciclón tropical comenzó a debilitarse lentamente e hizo contacto con tierra al sur de Japón el 19 de octubre. Se convirtió en una tormenta extratropical poco después.
Más de 40 misiones fueron conducidas por el reconocimiento de la Fuerza Aérea de EE. UU., convirtiendo a Tip en uno de los ciclones tropicales más observados y estudiados de la historia. La lluvia provocada por el tifón resquebrajó un muro de contención de inundaciones en un campo de entrenamiento del Cuerpo de Marines de EE. UU. en la prefectura de Kanagawa, Japón, lo que causó un incendio en el que murieron 13 marines y 68 resultaron heridos. En otras partes del país, el tifón provocó extensas inundaciones y 42 muertes, junto con numerosos naufragios en el mar que dejaron 44 muertos y desaparecidos.

## Historia meteorológica

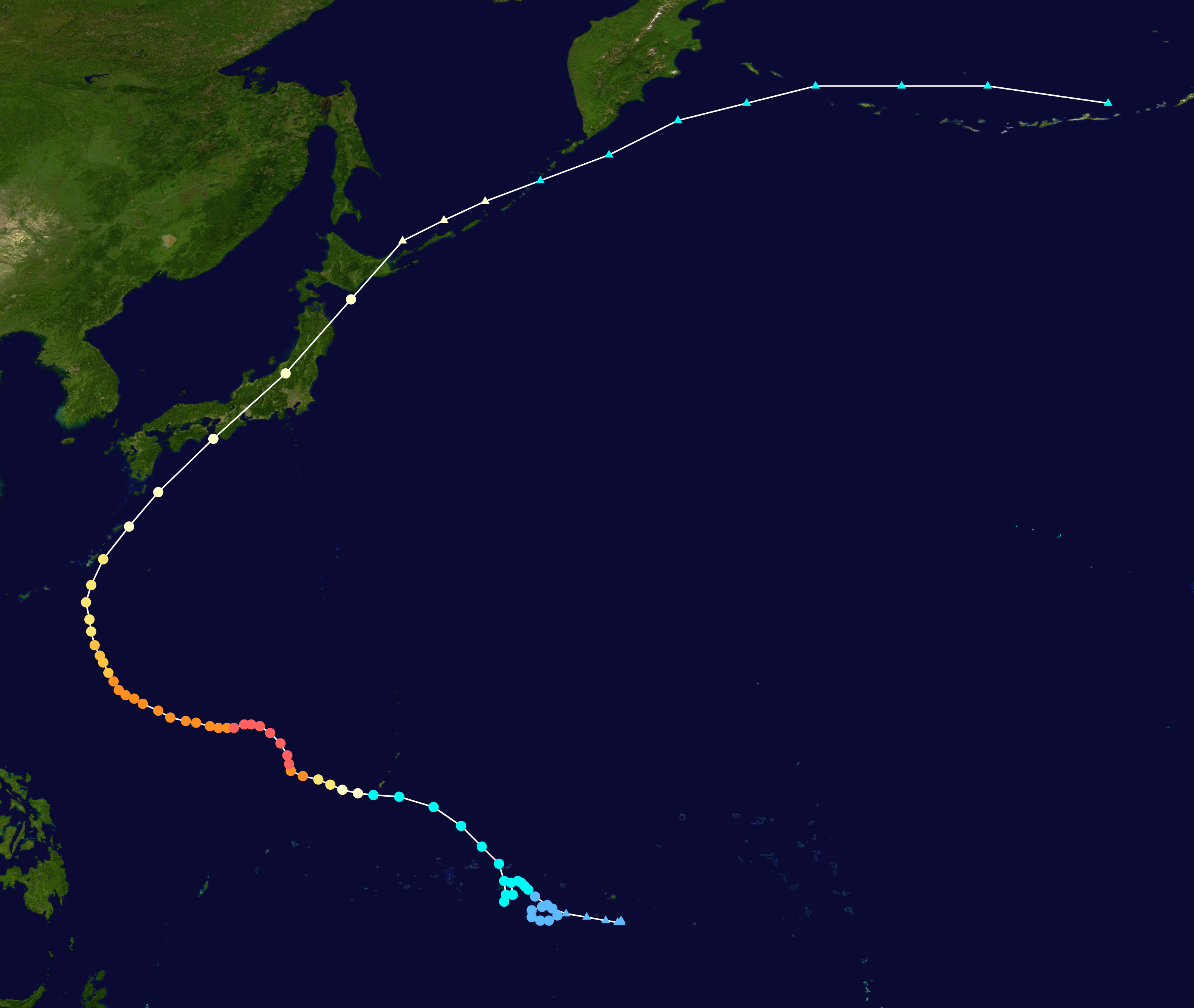
Trayectoria de Tip.

Tres sistemas se desarrollaron dentro de una vaguada monzónica que se extendía desde las Filipinas hasta las Islas Marshall. Una perturbación al sureste de Guam se convirtió en la tormenta tropical Roger el 3 de octubre y más tarde, ese mismo día, otra perturbación, al sur de Pohnpei, daría lugar al Tifón Tip. Un fuerte flujo transecuatorial atraído hacia la circulación de Roger impidió inicialmente el desarrollo significactivo de la perturbación que originaría más tarde a Tip. A pesar de estas condiciones desfavorables, la perturbación cercana a Pohnpei se organizó gradualmente a medida que se movía hacia el oeste. Se movió erráticamente y lentamente realizó un bucle al sureste de las Islas Chuuk, debido al patrón de circulación de gran escala hacia Roger. 
Un vuelo de reconocimiento del 4 de octubre confirmó la existencia de una circulación cerrada a baja altura y en las primeras horas del 5 de octubre el Centro Conjunto de Advertencia de Tifones (JTWC, por su sigla en inglés de Joint Typhoon Warning Center) emitió su primer aviso sobre la Depresión tropical Veintitrés.
Mientras giraba cerca de Chuuk, la depresión se intensificó a tormenta tropical recibiendo el nombre de Tip, aunque seguía sin organizarse significativamente debido a la presencia de la tormenta tropical Roger. Un vuelo de reconocimiento informó sobre la trayectoria, ya que las imágenes satelitales sugerían que el centro de circulación estaba localizado a unos 60 km de su verdadera posición. Después de una deriva errática de varios días, Tip comenzó un desplazamiento hacia el noroeste el 8 de octubre. 
Para entonces Roger se había convertido en una tormenta extratropical, por lo que Tip se vio reforzado por una circulación desde el sur. Además, un área de vaguada troposférica tropical en altura se movió sobre el norte de Guam proveyendo un excelente flujo de salida al norte del ciclón. Al comienzo, se pronosticó que Tip continuaría con una trayectoria noroeste y tocaría tierra en Guam. Sin embargo, el 9 de octubre la tormenta viró hacia el oeste, pasando a sólo 45 km de la isla. Horas más tarde, Tip se intensificaba para alcanzar estatus de tifón.
Como resultado de dichas condiciones favorables, el tifón rápidamente se intensificó en las aguas abiertas del Océano Pacífico occidental. Hacia el final del 10 de octubre, el ciclón había alcanzado una intensidad equivalente a una categoría 4 en la Escala de huracanes de Saffir-Simpson y al día siguiente se convirtió en un supertifón. La presión central cayó 92 hPa del 10 al 11 de octubre, mientras que el área de circulación de Tip se agrandaba hasta un diámetro récord de 2200 km. El tifón continuó intensificándose y el día 12, un avión de reconocimiento registró cifras récord: la presión más baja medida al nivel del mar de 870 hPa y vientos de 305 km/h, mientras Tip se ubicaba a unos 840 km al oeste-noroeste de Guam. La Agencia Meteorológica de Japón (JMA, por su sigla en inglés de Japan Meteorological Agency) registró el ciclón con vientos sostenidos de 260 km/h durante 10 minutos. En su intensidad máxima, el ojo de Tip medía 15 km de diámetro.
Después de su pico máximo, Tip se redujo a un ciclón con vientos de 230 km/h y se mantuvo en esa intensidad por varios días mientras continuaba avanzando hacia el oeste-noroeste. Durante los cinco días siguientes, el radio de vientos con intensidad superior a los 55 km/h se extendía hasta 1.100 km del centro de Tip. El 17 de octubre comenzó un firme debilitamiento mientras su tamaño se iba reduciendo, y al día siguiente comenzó a girar hacia el noreste bajo la influencia de una vaguada en niveles medios. Luego de pasar a 65 km al este de Okinawa, aceleró su velocidad de avance a 75 km/h. El ciclón tocó tierra en la isla japonesa de Honshū el 19 de octubre, con vientos de 130 km/h. La tormenta continuó rápidamente hacia el noreste atravesando Japón y se volvió extratropical unas pocas horas después. El remanente extratropical de Tip continuó moviéndose hacia el noreste y se fue debilitando gradualmente, cruzando la línea internacional de cambio de fecha el día 22. Se le observó por última vez cerca de las Islas Aleutianas, Alaska.

## Impacto
El tifón produjo intensas lluvias ya al comienzo de su vida al pasar por las inmediaciones de Guam, con un total de 231 mm en la base aérea de Andersen. Las bandas externas de la extensa circulación de Tip produjeron precipitaciones moderadas en las regiones montañosas de la isla filipina de Luzón.
Las intensas lluvias provocaron que cediese un muro contenedor de inundaciones en Camp Fuji, una instalación de entrenamiento del Cuerpo de Marines cerca de Yokosuka, Japón. Los infantes de marina se refugiaban de la tormenta en cabañas situadas al pie de una colina que alojaba una instalación de combustible. La brecha en el muro provocada por la lluvia hizo que las mangueras se movieran de su sitio, liberando grandes cantidades del combustible, que corrió colina abajo y se encendió a causa de una de las estufas usadas como calefacción en una de las cabañas. En el fuego que se desató murieron 13 marines, 68 resultaron heridos y causó daños moderados a las instalaciones. Las barracas fueron destruidas así como otras 15 cabañas y varias estructuras más. Brigadas de bomberos de localidades cercanas llegaron en las dos horas siguientes. Se reconstruyeron las barracas y se instaló un monumento conmemorativo de aquellos que perdieron sus vidas en el incendio.